# Mutzenbecher (Familie)

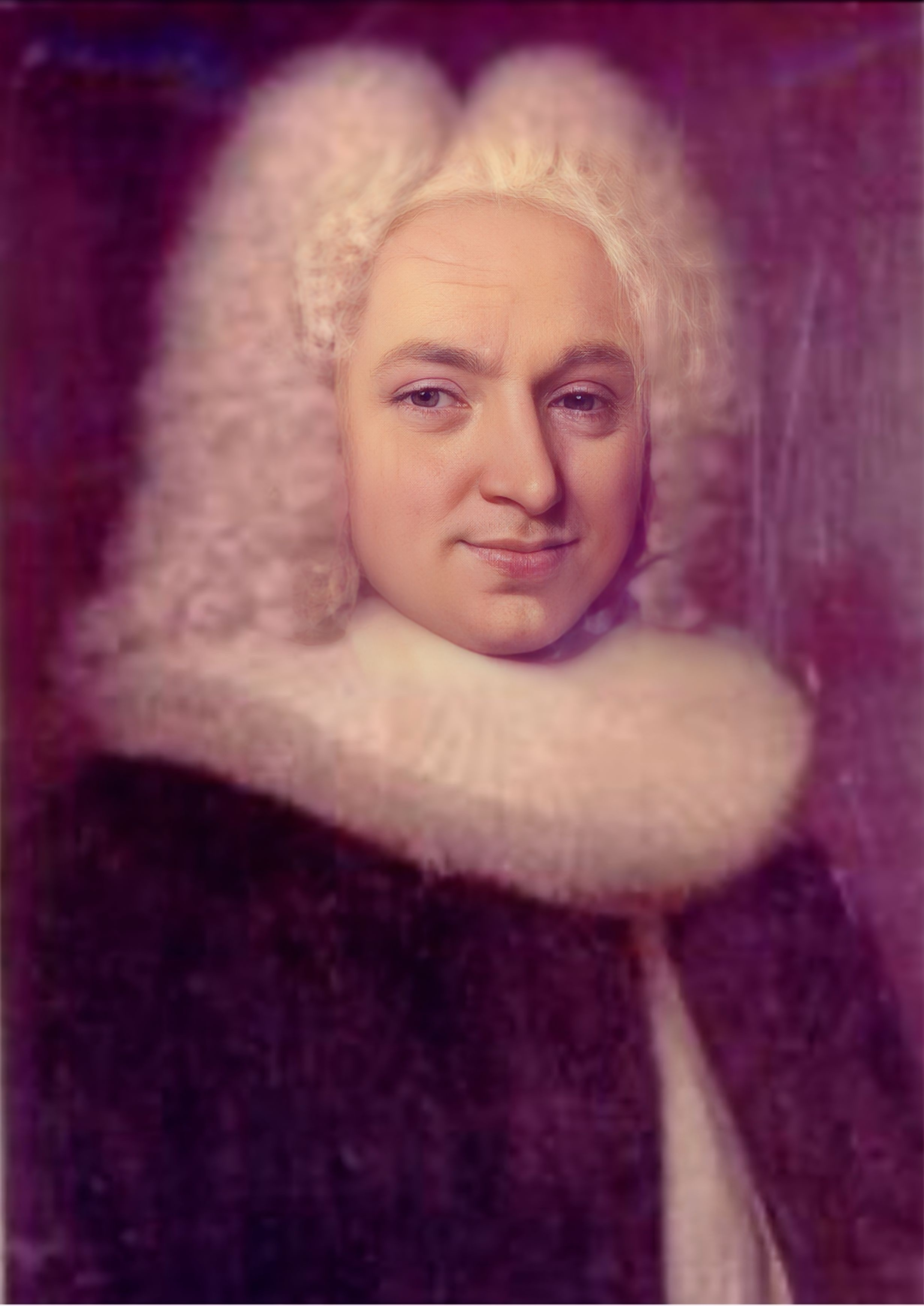
Johann Baptista Mutzenbecher

Villa Mutzenbecher im Niendorfer Gehege, Bondenwald 110a – heute Bildungs- und Begegnungsstätte

Mutzenbecher ist der Name einer hanseatischen Familie, aus der eine Linie in den Freiherrnstand erhoben wurde.

## Geschichte
Die Stammfolge beginnt mit Lorenz Mutzenbecher, der 1640 Bürger zu Kiel wurde. Sein Sohn Matthias Mutzenbecher (1653–1735) siedelte 1669 nach Hamburg über und wurde dort 1710 Senator (vgl. Biographie Matthias Mutzenbechers). Dessen Neffe Johann Baptista Mutzenbecher (1691–1759) wurde 1723 Senatssyndicus der Freien Reichsstadt Hamburg, gab dieses Amt aber schon 1725 nach der Heirat mit der vermögenden Hanseatentochter Christiane Moller vom Baum auf. 1727 erwarb er das Gut Horst mit Rensdorf und Gehrum (heute Ortsteil von Boizenburg/Elbe) in Mecklenburg, wurde in die mecklenburgische Ritterschaft aufgenommen und gehörte 1755 zu den Unterzeichnern des Landesgrundgesetzlichen Erbvergleichs.
Ein von dem Hamburger Kaufmann Johann Hinrich Mutzenbecher (1700–1757) abstammender Zweig erlangte im Herzogtum Oldenburg, später Großherzogtum Oldenburg, Bedeutung. Sein jüngster Sohn Esdras Heinrich Mutzenbecher (1744–1801) wurde Generalsuperintendent in Oldenburg, dessen Sohn Friedrich Mutzenbecher (1781–1855) Großherzoglich Oldenburgischer Geheimer Staatsrat und Präsident des Regierungskollegiums. Dessen Söhne waren August Mutzenbecher  (1826–1897), Großherzoglich Oldenburgischer Staatsrat, Wilhelm Mutzenbecher (1832–1878), Großherzoglich Oldenburgischer Geheimer Staatsrat, Justiz- und Kultusminister sowie Bevollmächtigter zum Bundesrat und Adolf Mutzenbecher (1834–1896), Großherzoglich Oldenburgischer Geheimer Staatsrat und Regierungspräsident in Eutin.
Johannes Eduard Mutzenbecher (1822–1903) gelangte mit dem Guanohandel zu Reichtum und wurde mit Diplom vom 18. Januar 1875 preußischer Freiherr. Er gab seinen Hamburger Bürgerbrief zurück (vgl. „Hanseatische Adelige“) und führte sein Leben als Gutsherr auf Miekenhagen in Mecklenburg zu Ende. Sein Sohn Johannes Freiherr von Mutzenbecher (* 1854) war außerordentlicher Gesandter und bevollmächtigter Minister, ein anderer Sohn Kurt von Mutzenbecher wurde Intendant des Hoftheaters in Wiesbaden.
Hermann Franz Matthias Mutzenbecher (1855–1932) war Gründer und Direktor der „Albingia-Versicherungsgesellschaft“ und der „Hamburg-Mannheimer“ Versicherungsgesellschaft. 1900 ließ er einen Backsteinbau – die heutige  Villa Mutzenbecher –  im Niendorfer Gehege als privaten Rückzugsort errichten.
Adela Mutzenbecher (1885–1978) heiratete den Oberleutnant im Infanterie-Regiment „Hamburg“ Egmont Baron Ardenne und wurde Mutter des Forschers Manfred von Ardenne.

### Besitzungen
- Horst mit Rensdorf und Gehrum 1727–1818
- Miekenhagen 1873–1903
- Klein Flottbek, Villa de Freitas bis 1903

## Wappen
Das Stammwappen zeigt einen schrägrechts gelegten Ast, welcher nach oben ein Blatt, nach unten zwei Rosen treibt.
Das freiherrliche Wappen: In Silber ein schrägrechts liegender, gestümmelter, brauner Stamm, aus dem oben drei grüne Blätter, unten zwei fünfblätterige, rote Rosen mit goldenen Butzen sprießen.